# Константини, Дитмар
Дитмар Константини (нем. Dietmar Constantini; 30 мая 1955, Инсбрук — 18 декабря 2024) — австрийский футболист, игравший на позициях защитника и полузащитника. По завершении игровой карьеры — тренер.
Выступал, в частности, за клубы «Ваккер» (Инсбрук) и «Винер Шпорт-Клуб». Чемпион Австрии. Обладатель Кубка Австрии.
В качестве главного тренера трижды возглавлял сборную Австрии.

## Игровая карьера
Во взрослом футболе дебютировал в 1975 году выступлениями за клуб «Ваккер» (Инсбрук), в котором провёл четыре сезона, приняв участие в 78 матчах чемпионата.
В течение 1979—1980 годов защищал цвета клуба ЛАСК (Линц).
Своей игрой привлёк внимание представителей тренерского штаба клуба «Инсбрукер», к составу которого присоединился в 1980 году.
В течение 1981—1982 годов защищал цвета греческого клуба «Кавала».
В 1982 году заключил контракт с клубом «Унион Вельс», в составе которого провёл следующие два года своей карьеры.
С 1984 года один сезон защищал цвета клуба «Фаворитнер». Большую часть времени, проведённого в составе клуба, был основным игроком команды.
В 1986 году перешёл в клуб «Винер Шпорт-Клуб», за который сыграл 1 сезон. Завершил профессиональную карьеру футболиста в 1987 году.

## Карьера тренера
Начал тренерскую карьеру после завершения карьеры игрока в 1987 году, войдя в тренерский штаб аравийского клуба «Аль-Иттихад».
В 1991 году стал главным тренером молодёжной сборной Австрии, которую тренировал один год.
Впоследствии в течение 1991—1992 годов возглавлял тренерский штаб сборной Австрии. Часть из этого периода, в течение 1992 года, был помощником главного тренера. В течение 2 лет, начиная с 1993 года, был главным тренером команды «Амира Ваккер».
В 1995 году был приглашён руководством клуба «Тироль» возглавить команду, с которой проработал до 1997 года. С 1997 и по 1998 год возглавлял тренерский штаб команды «Майнц 05».
В 2001 году стал главным тренером команды «Аустрия» (Вена), тренировал венскую команду один год. Впоследствии в течение 2008—2008 годов возглавлял тренерский штаб клуба «Аустрия» (Вена).
В течение тренерской карьеры также возглавлял команды клубов ЛАСК (Линц), «Кернтен» и «Пашинг», а также входил в тренерский штаб клуба «Рапид» (Вена).
Последнему месту тренерской работы была сборная Австрия, главным тренером которой Дитмар Константини был с 2009 по 2011 год. Всего руководил сборной страны в 26 матчах из которых 7 завершились победой национальной команды.
Умер 8 декабря 2024 года в возрасте 69 лет после многих лет страданий от слабоумия.

## Достижения
- Чемпион Австрии:

«Ваккер» (Инсбрук): 1976/77
- Обладатель Кубка Австрии:

«Ваккер» (Инсбрук): 1977/78